# Chandler Hutchison
Chandler Hutchison (nascido em 26 de abril de 1996) é um jogador de basquete profissional que joga no Phoenix Suns da National Basketball Association (NBA). Ele jogou basquete universitário na Universidade Estadual de Boise.

## Carreira no ensino médio
Hutchison passou dois anos na Mission Viejo High School. Em seu primeiro ano, ele teve uma média de 13,8 pontos e 4,8 rebotes, enquanto liderava Mission Viejo até as quartas de final regionais. 
Em seu segundo ano, ele foi classificado em 80º lugar entre os 100 melhores da ESPN, sendo o número 7 em potencial na Califórnia. Ele obteve uma média de 19,5 pontos e levou Mission Viejo as quartas de final regionais. 

## Carreira na faculdade
Em seu segundo ano em Boise, Hutchison teve uma média de 6,8 pontos e 4,1 rebotes por jogo. 
Com a saída de James Webb III, o técnico Leon Rice queria usar Hutchison como uma ameaça mais ofensiva e ele respondeu refazendo seu arremesso. Ele teve uma grande temporada tendo médias de 17,4 pontos, 7,8 rebotes e 2,6 assistências por jogo. Ele se declarou para o Draft de 2017, mas retornou a Boise. 
Hutchison teve um último ano estelar, tendo médias de 20 pontos e 7,7 rebotes.

## Carreira profissional

### Chicago Bulls (2018 – presente)
Hutchison foi selecionado pelo Chicago Bulls como a 22º escolha geral no Draft da NBA de 2018. Em 3 de julho de 2018, Hutchison assinou oficialmente com os Bulls.
Ele fez sua estréia NBA em uma derrota para o Philadelphia 76ers em 18 de outubro.
Em 23 de janeiro, Hutchison sofreu uma lesão aguda em um osso no pé direito.

## Estatísticas de carreira

### Temporada regular
| Ano      | Equipe   | PJ | MPJ  | AP   | 3P   | LL   | RT  | AS | BR | TO | PPJ |
| -------- | -------- | -- | ---- | ---- | ---- | ---- | --- | -- | -- | -- | --- |
| 2018–19  | Chicago  | 44 | 20.3 | .459 | .280 | .605 | 4.2 | .8 | .5 | .1 | 5.2 |
| Carreira | Carreira | 44 | 20.3 | .459 | .280 | .605 | 4.2 | .8 | .5 | .1 | 5.2 |

### Faculdade
| Ano      | Equipe      | PJ  | MPJ  | AP   | 3P   | LL   | RT  | AS  | BR  | TO | PPJ  |
| -------- | ----------- | --- | ---- | ---- | ---- | ---- | --- | --- | --- | -- | ---- |
| 2014–15  | Boise State | 29  | 12.3 | .356 | .286 | .649 | 2.0 | .8  | .5  | .1 | 3.1  |
| 2015–16  | Boise State | 31  | 19.8 | .497 | .231 | .636 | 4.1 | 1.3 | .7  | .4 | 6.8  |
| 2016–17  | Boise State | 32  | 31.7 | .495 | .377 | .665 | 7.8 | 2.6 | 1.2 | .2 | 17.4 |
| 2017–18  | Boise State | 31  | 31.0 | .475 | .385 | .728 | 7.7 | 3.5 | 1.5 | .3 | 20.0 |
| Carreira | Carreira    | 123 | 24.0 | .476 | .353 | .687 | 5.5 | 2.1 | 1.0 | .2 | 12.0 |

Fonte: